# Erste Kursächsische Landesaufnahme

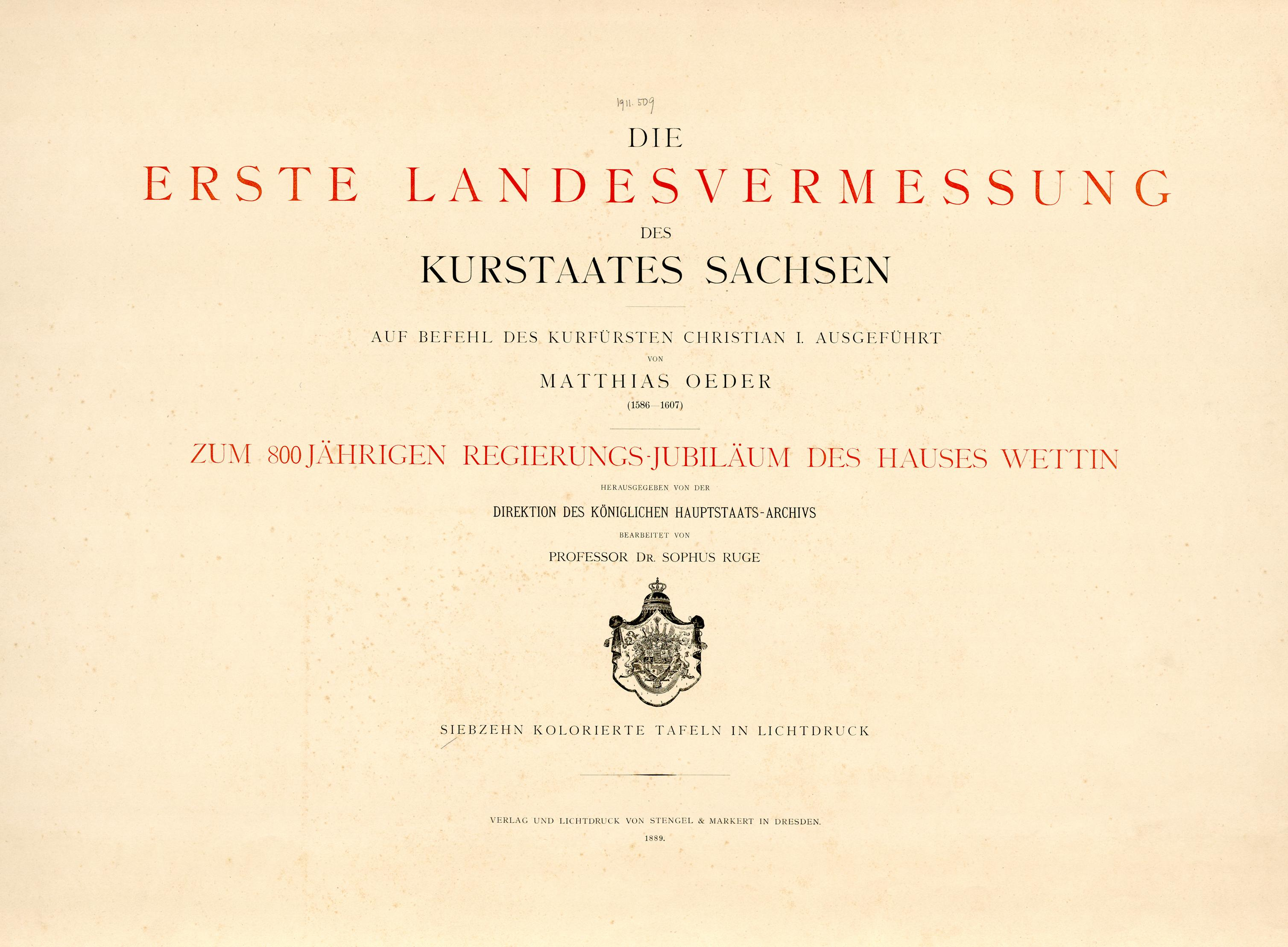
Oeder, Frontseite

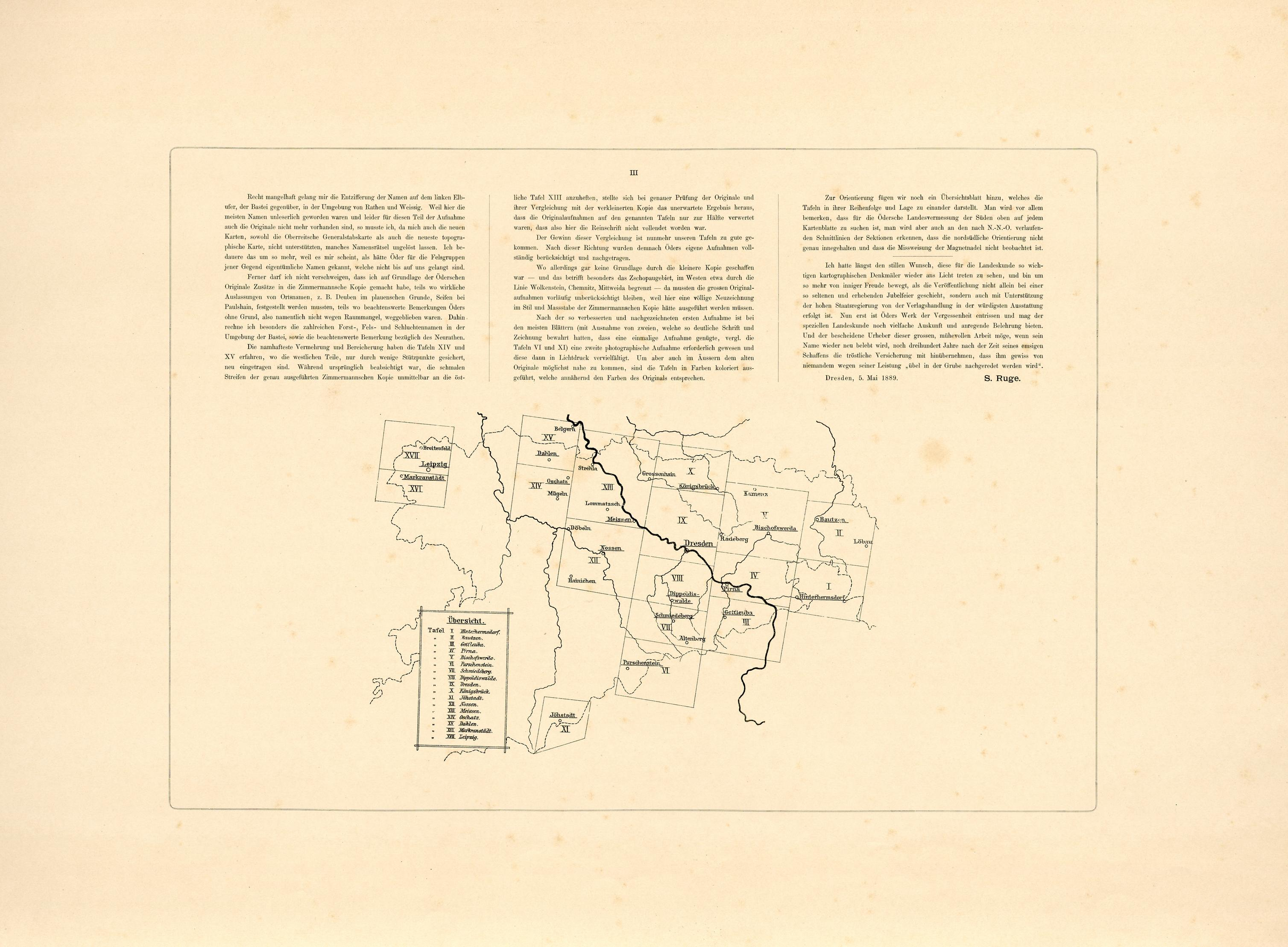
Oeder, Übersicht (III)

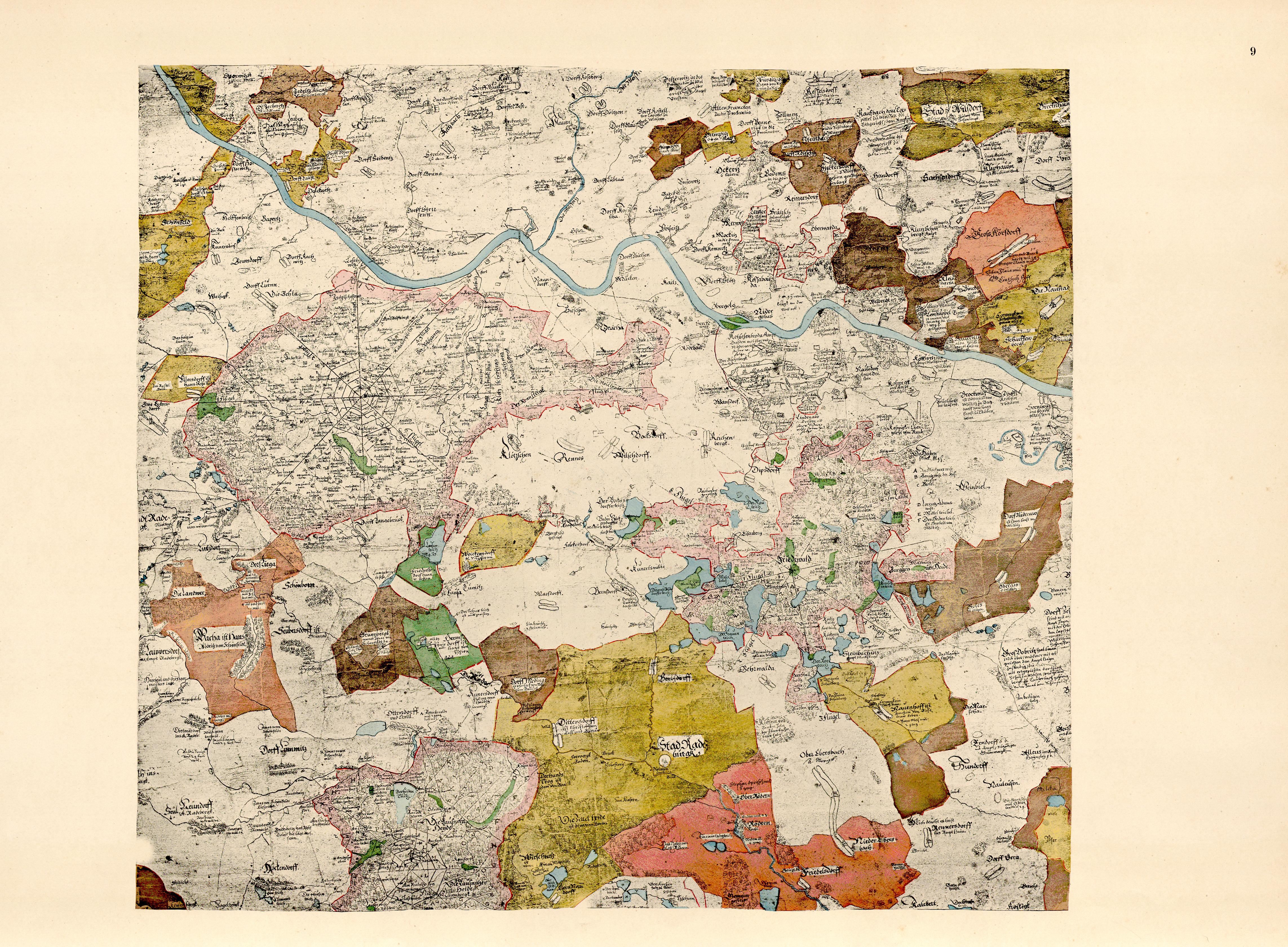
Oeder, Tafel IX mit Dresden (gesüdete Karte)

Die Erste Kursächsische Landesaufnahme ist das erste und für seine Zeit umfangreichste Kartenwerk in Deutschland. Die Landesaufnahme fand zwischen 1586 und 1633 im Kurfürstentum Sachsen statt.
Der sächsische Kurfürst August beauftragte von 1553 bis 1562 Johannes Humelius, Professor für Mathematik und Astronomie an der Universität Leipzig, mit der Kartierung kursächsischer Waldgebiete. Diese Arbeit wurde dann von dem Kartografen Georg Oeder (1511–1581), dem Vater von Matthias Oeder, fortgesetzt.

## Geschichte
Der sächsische Landvermesser und Kartograf Matthias Oeder († 1614) begann 1586 während der letzten Tage der Regentschaft des Kurfürsten August und dann dessen Sohnes Christian I. (1586–1591) mit dem Kartenwerk der Ersten Kursächsischen Landesaufnahme.
Die „Original Oeder“- oder „Ur-Oeder“-Karten entstanden im Maßstab 1:13.333 1/3 bis 1607. Diese stellten eine eher skizzenhafte Version dar, übertrafen jedoch trotzdem alle bis dahin in Deutschland existierenden Karten.
Oeder selbst arbeitete an dem Werk bis zu seinem Tod 1614 während der Regierungszeit von Johann Georg I. Sein noch unvollendetes Werk wurde von seinem Neffen und Nachfolger Balthasar Zimmermann im viertel so großen Maßstab 1:53.333 1/3 („Oeder-Zimmermann“) als ausgearbeitete Version fortgesetzt, bis es inmitten des Dreißigjährigen Kriegs und durch den Tod Zimmermanns 1633 oder 1634 zu einem Ende kam. Bei dieser Ausarbeitung kam es zu diversen Abweichungen zum Ur-Oeder, aus den verschiedensten Gründen.
Das bis dahin unveröffentlichte Kartenwerk Oeders wurde zum 800. Regierungsjubiläum des Hauses Wettin 1889 bei Stengel & Markert in Dresden auf 17 kolorierten Karten herausgegeben.

## Werke
- Matthias Oeder: Die erste Landesvermessung des Kurstaates Sachsen Auf Befehl Des Kurfürsten Christian I. ausgeführt von Matthias Oeder (1586–1607). Zum 800Jährigen Regierungs-Jubiläum Des Hauses Wettin. Stengel & Markert, Dresden 1889.